# 誓い言〜スコシだけもう一度〜
『誓い言〜スコシだけもう一度〜』（ちかいごと〜すこしだけもういちど〜）は、女性シンガーソングライター・IKUの3作目のシングルである。2009年2月25日、ジェネオン・ユニバーサル・エンターテイメントジャパンより発売された。
今作のタイアップは前作同様、テレビアニメ『とある魔術の禁書目録』のエンディングテーマ。

## 収録曲
1. 誓い言〜スコシだけもう一度〜 [4:23]
作詞・作曲：IKU、編曲：高瀬一矢
  - テレビアニメ『とある魔術の禁書目録』後期エンディングテーマ
2. ユラリハル [5:11]
作詞・作曲：IKU、編曲：大久保薫
3. 誓い言〜スコシだけもう一度〜 〜instrumental
4. ユラリハル 〜instrumental